# Xantinoxidáza

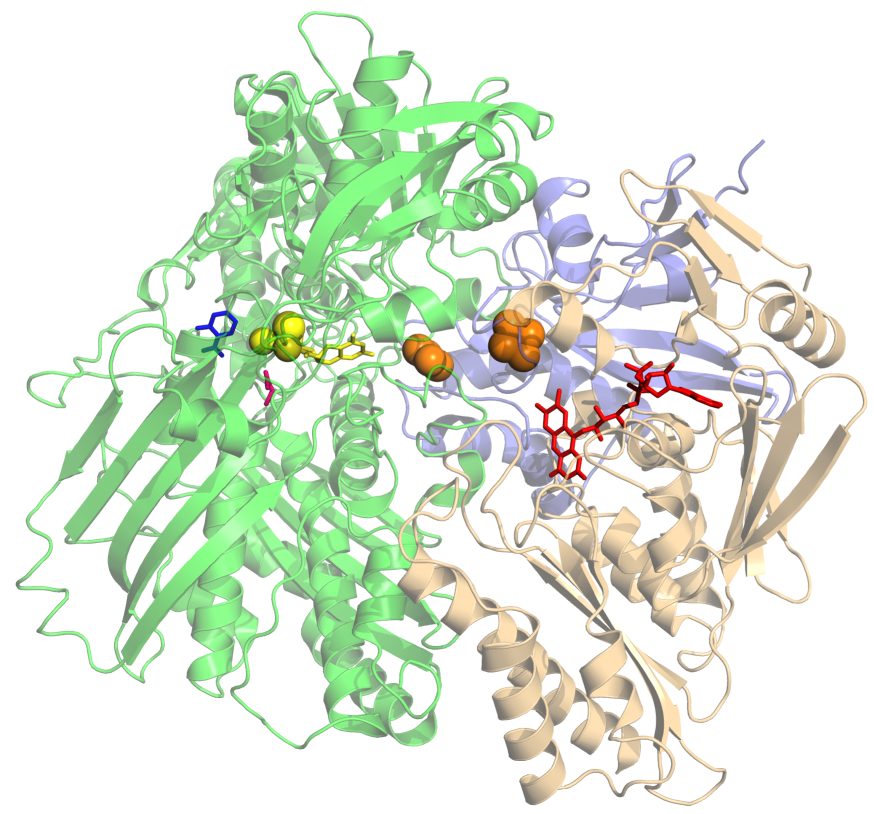
Xantinoxidáza – struktura molekuly proteinu

Xantinoxidáza (EC 1.1.3.22, původně též Schardingerův enzym) je enzym ze skupiny flavoproteinů katalyzující některé redoxní reakce v buňkách. Účastní se katabolismu purinů, hypoxantinu, pterinů a dalších.[zdroj?] Molekula xantinoxidázy obsahuje prvek molybden a dvě FeS centra; kofaktorem xantinoxidázy je FAD.
Xantinoxidáza vzniká z enzymu xantindehydrogenázy oxidací sulfhydrylové skupiny či nevratně pomocí cílené proteolýzy. Xantin dehydrogenáza a oxidáza se tak popisují jako dvě formy jednoho enzymu.

## Onemocnění
Defekt enzymu (resp. enzymu xantindehydrogenázy, který může na xantinoxidázu konvertovat) způsobuje zvýšené vylučování xantinu a hypoxantinu močí – tzv. xantinurii.

## Inhibitory
Xantinoxidázu inhibuje allopurinol, což je urikostatikum užívané k terapii dny.